# کرنلیا ارنست
کرنلیا ارنست (انگلیسی: Cornelia Ernst؛ زادهٔ ۳۰ نوامبر ۱۹۵۶) سیاست‌مدار اهل آلمان است.
وی عضو عضو پارلمان اروپا از آلمان است.